# Anselmo Folengo
Anselmo Folengo (Mantova, 1430 – Viadana, 1497) è stato un giurista italiano.

## Biografia

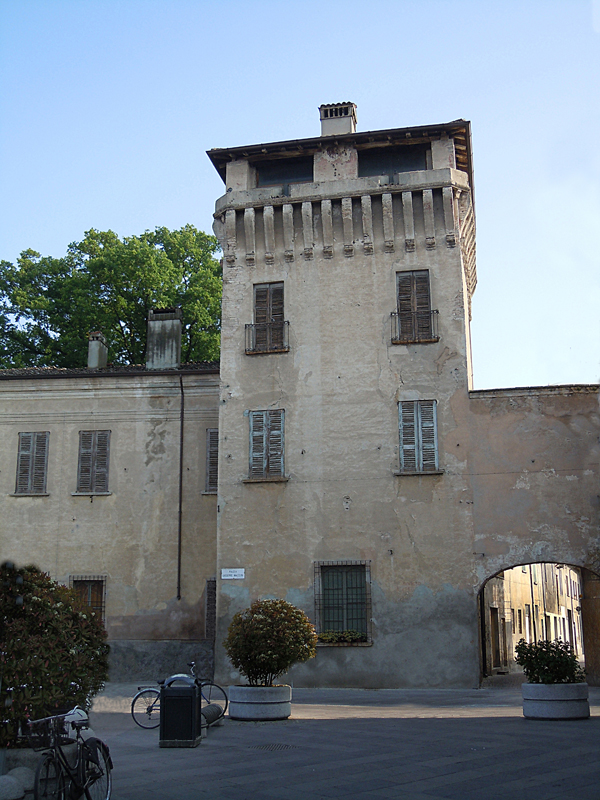
Torrazzo di Castel Goffredo, residenza del vicario dei Gonzaga

Figlio del mercante Bartolomeo de' Folenghi nacque dalla stessa famiglia del poeta Teofilo e studiò diritto all'università di Ferrara già nel 1451. 
Fu sempre al servizio della corte dei Gonzaga ed ebbe incarichi diplomatici e compiti di amministratore in varie roccaforti gonzaghesche per conto dei signori di Mantova, dapprima con Ludovico II Gonzaga, poi con il figlio Federico, quindi con il quarto marchese Francesco Gonzaga.
Nel 1460 fu vicario di Revere, nel 1463 vicario di Ostiano e nel 1466 il Folengo fu nominato vicario di Castel Goffredo, quando morì Alessandro Gonzaga ed il feudo passò al fratello Ludovico.
Nel 1481 fu eletto presidente del Collegio dei giuristi di Mantova.
Nel 1484 ebbe l'incarico di podestà di Viadana da Francesco Gonzaga e qui morì nel 1497.